# 馬頭角

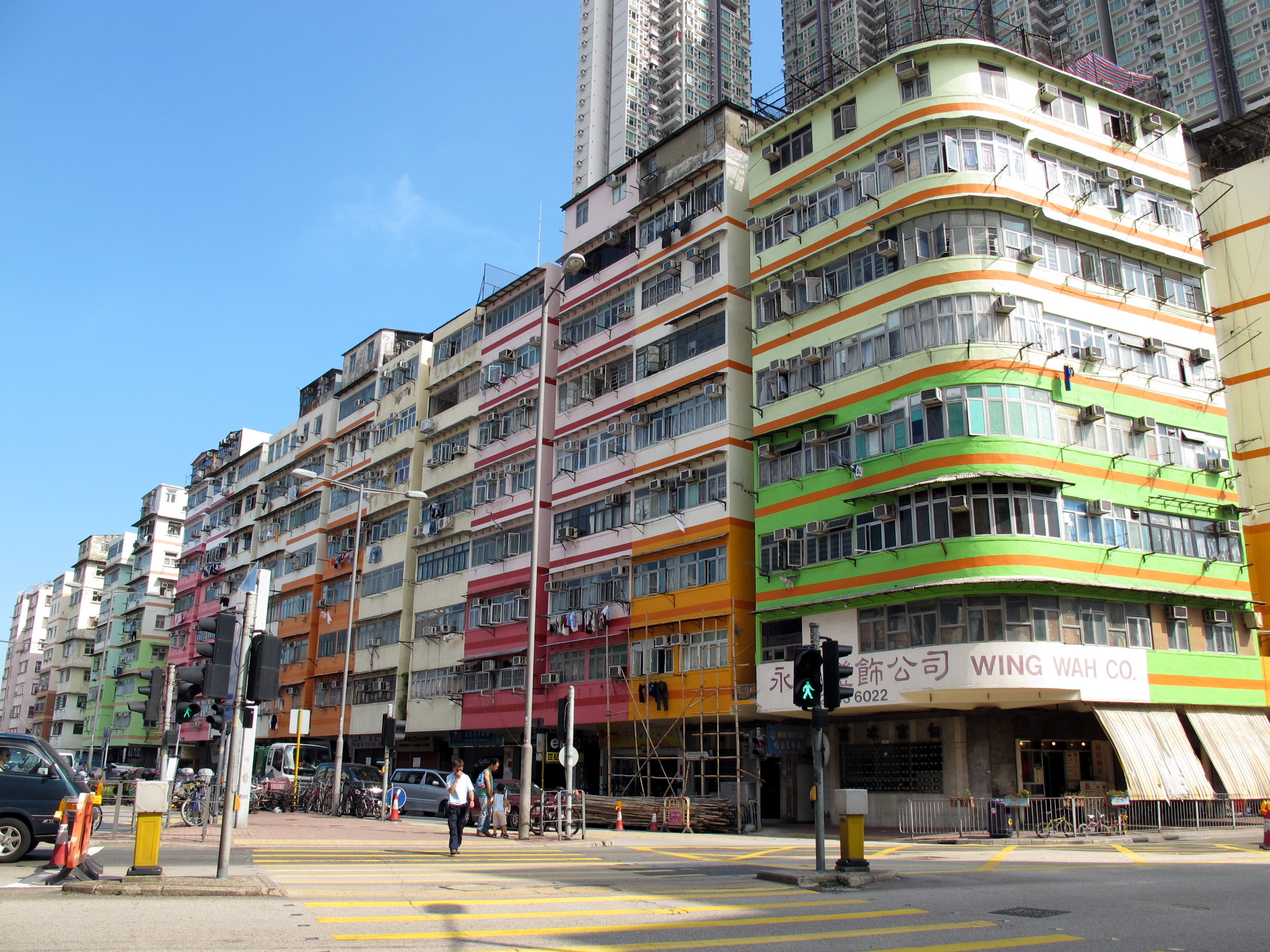
馬頭角舊樓群

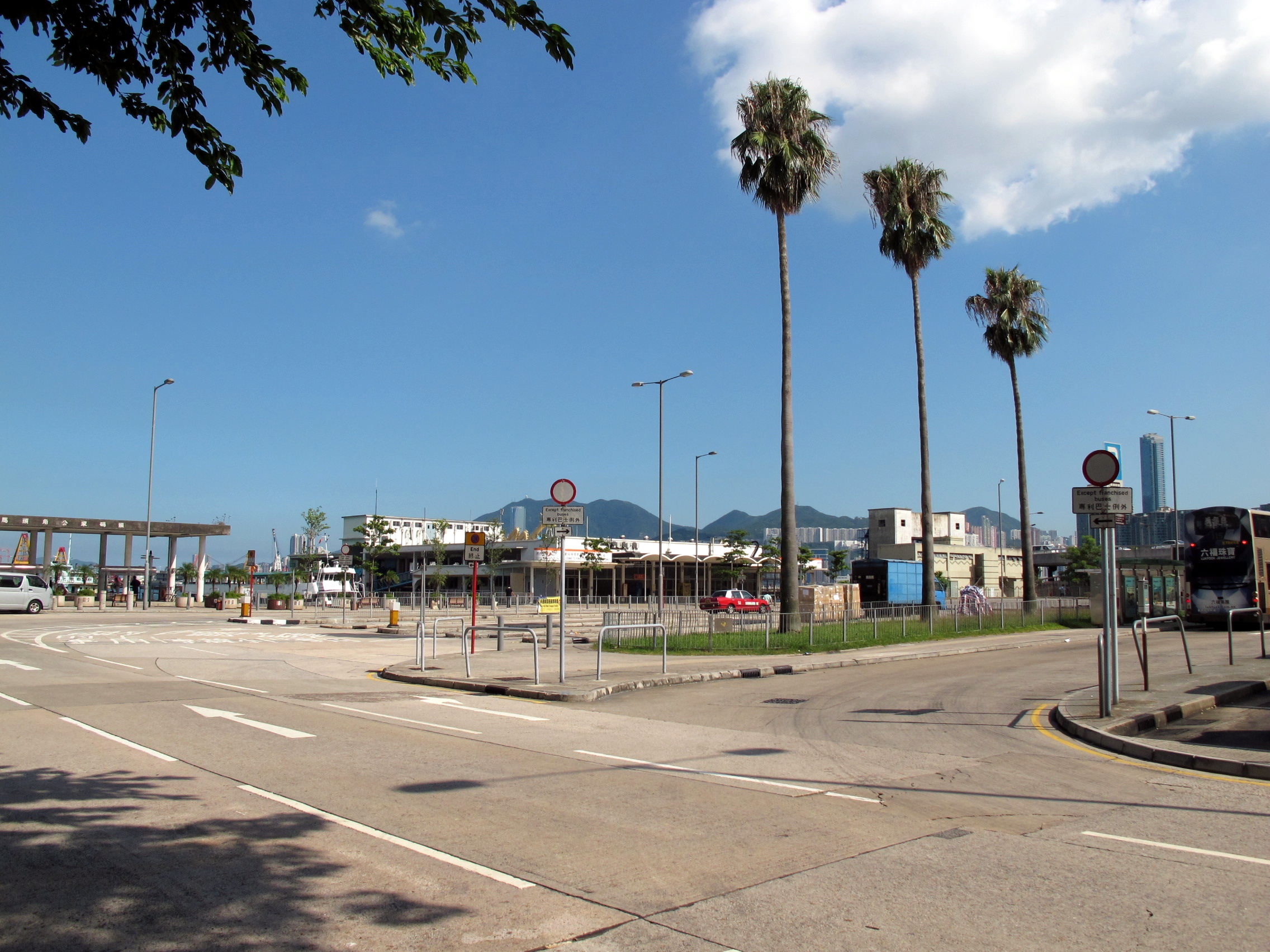
九龍城碼頭巴士總站

馬頭角（英語：Ma Tau Kok）位於香港九龍城區東南部，土瓜灣以北，馬頭涌以東，啓德以南，土瓜灣避風塘以西。馬頭角早期為工廠住宅夾雜的地方，後來隨啟德機場發展而吸引物流公司進駐，但隨住工業息微，近年發展以原有廠房重建為住宅，并演变成劏房的爭議為主，而部分空運公司亦因機場搬遷而搬到其他地區。
隨著土瓜灣的發展及港鐵土瓜灣站落成，其名氣蓋過周邊的少用地名，政府及媒體亦會不時將附近之馬頭圍、馬頭涌、馬頭角、靠背壟歸入土瓜灣。例如，媒體會將位於馬頭角之翔龍灣歸入土瓜灣。 

## 地理位置

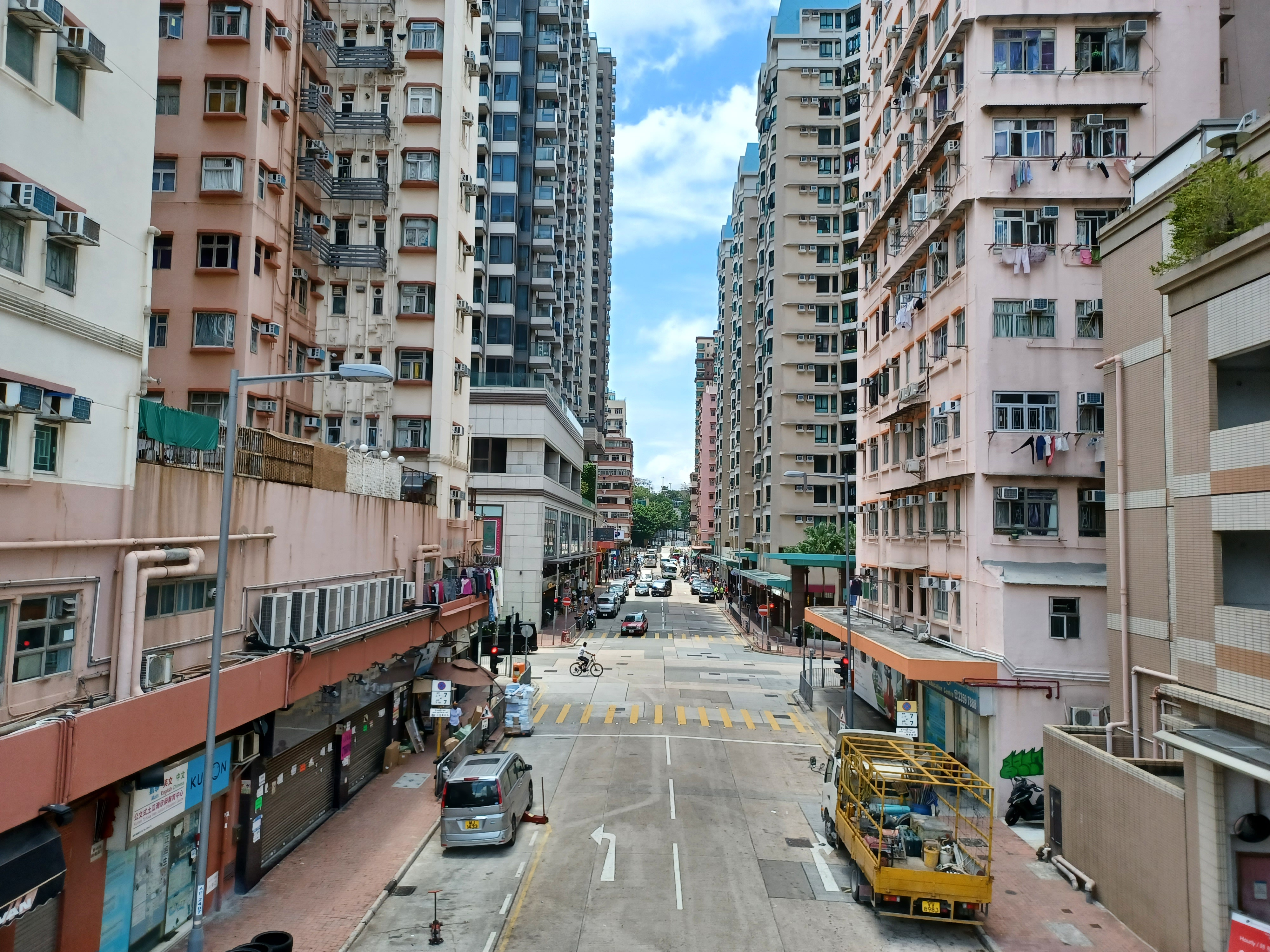
新山道近九龍城道

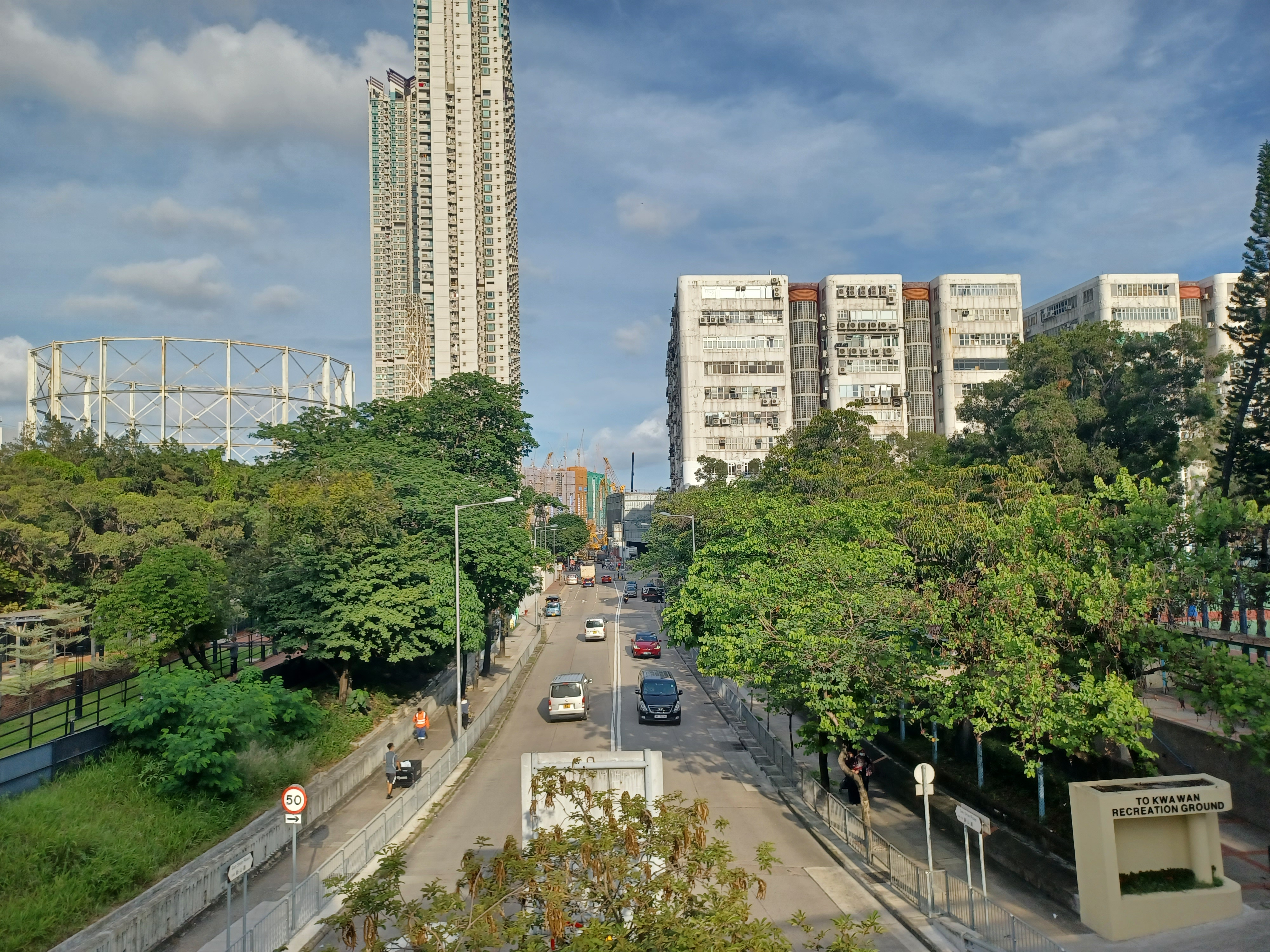
新山道近土瓜灣遊樂場

馬頭角之具體位置為南面以新山道及新碼頭街與土瓜灣為界，西面以九龍城道與馬頭涌為界，北面以宋皇臺道與啓德爲界，東面則臨土瓜灣避風塘。

## 歷史
馬頭角填海前是一個位於土瓜灣北端的海角，有一名為「新山」的小山丘，與九龍灣另一面的牛頭角隔海對望。填海後与啟德连接，海角雖已消失，但馬頭角附近現仍為海邊，並有馬頭角公眾碼頭及九龍城碼頭，但因填海及九龍城區議會的選區劃界影響，九龍城碼頭被劃至土瓜灣的海心選區，很多香港市民也视馬頭角为土瓜灣的一部分。

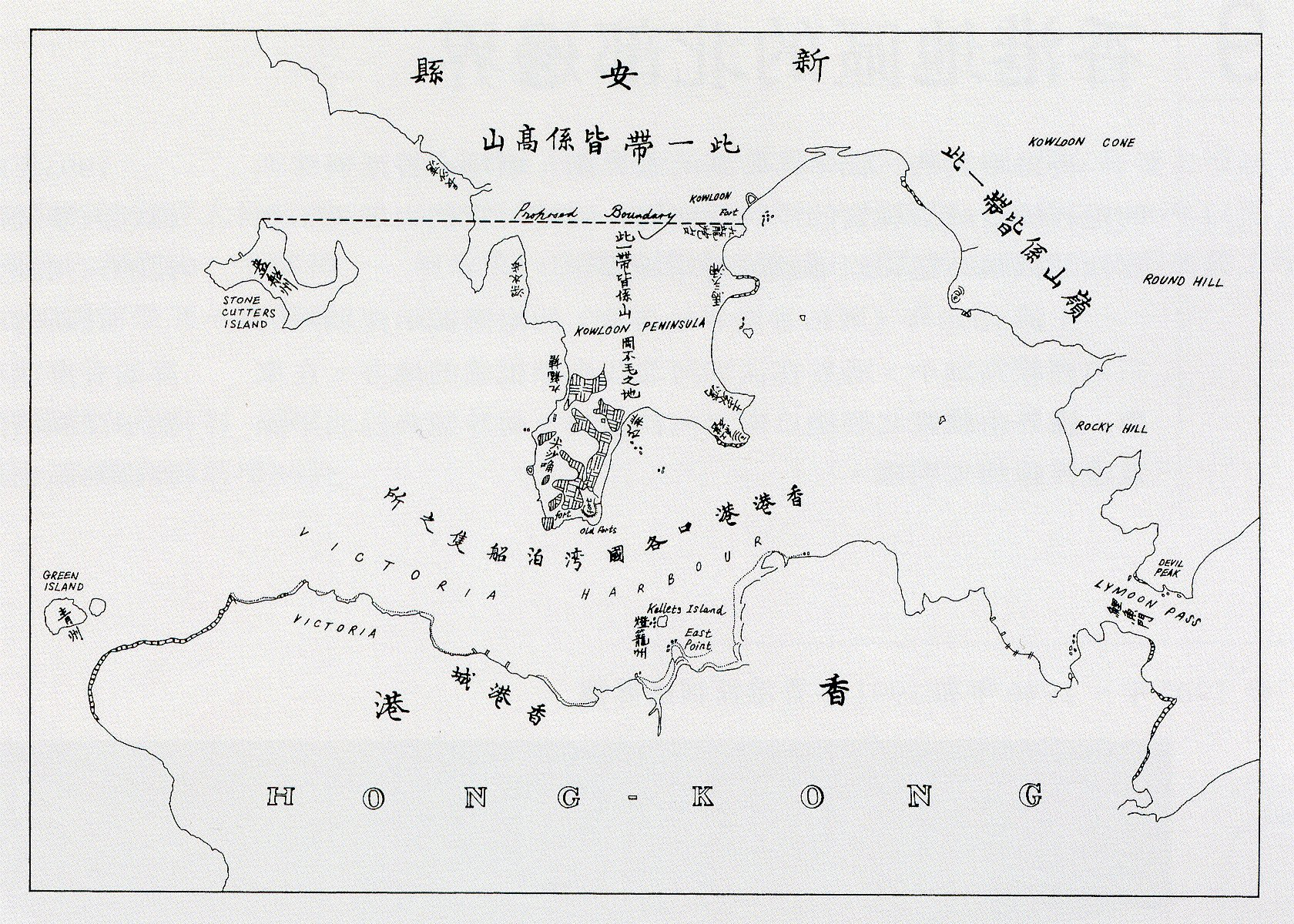
《北京條約》中國割讓予英國的九龍半島部份，中部「馬頭角」右方有突出之地，與牛頭角遙遙相對

在馬頭角屹立超過60年的「白宮冰室」，於2012年結業。

## 私人屋苑
- 翔龍灣

## 公共設施

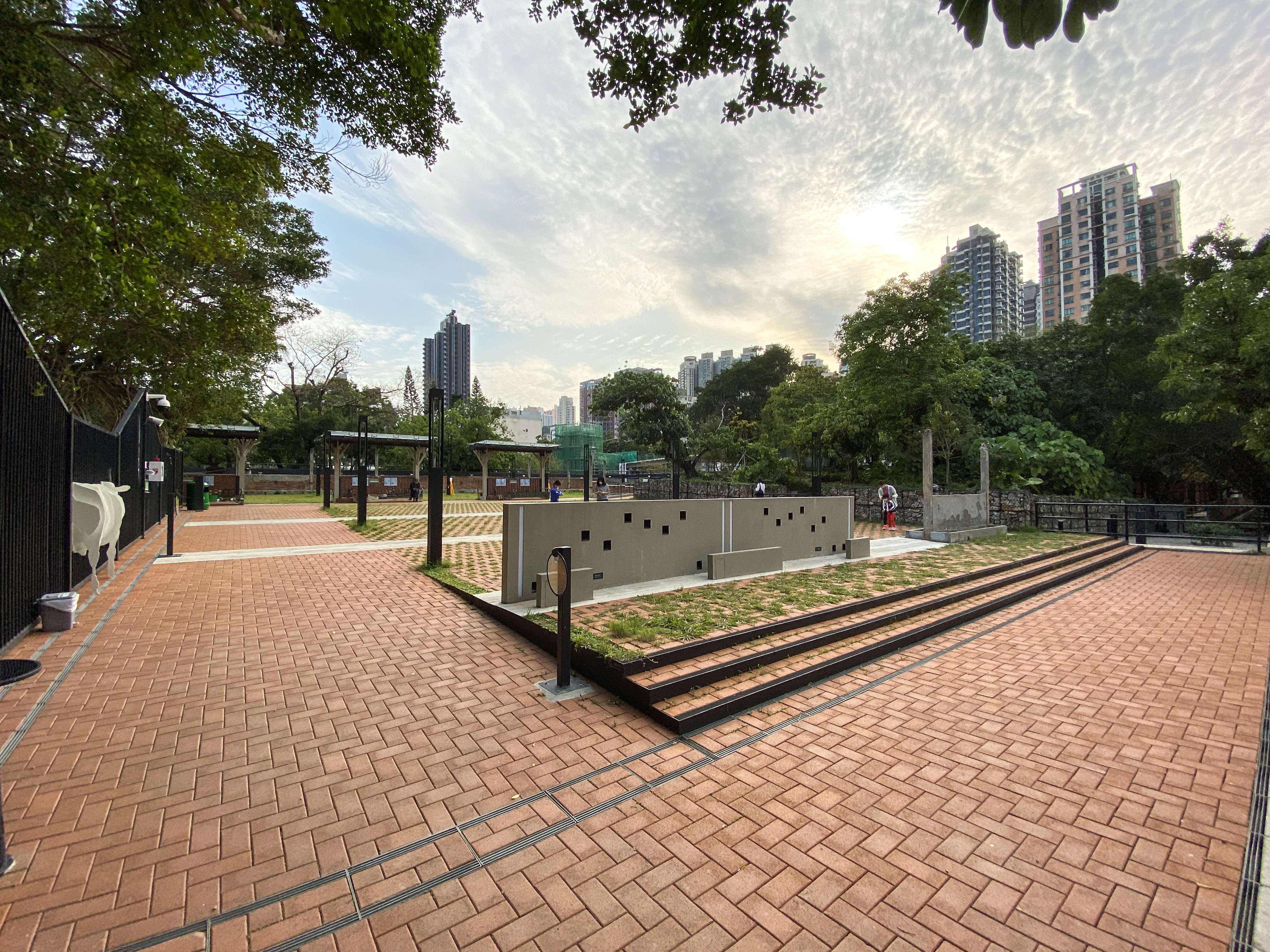
牛棚藝術公園

- 牛棚藝術村及牛棚藝術公園（前身為食用牛的中央屠宰中心及檢疫站，當時以等待屠宰牛的氣味而「聞名」，故俗稱為「牛棚」，並沿用至今）
- 香港中華煤氣馬頭角煤氣廠（即煤氣公司北廠，用作後備及高峰期產氣；原料由深圳廣東大鵬液化天然氣接收站經深港輸氣管道運送至馬頭角末站接入煤氣廠；而原煤氣公司南廠即為翔龍灣所在，於九十年代大埔工業邨煤氣廠啟用後關閉，並重建為翔龍灣）

## 交通設施

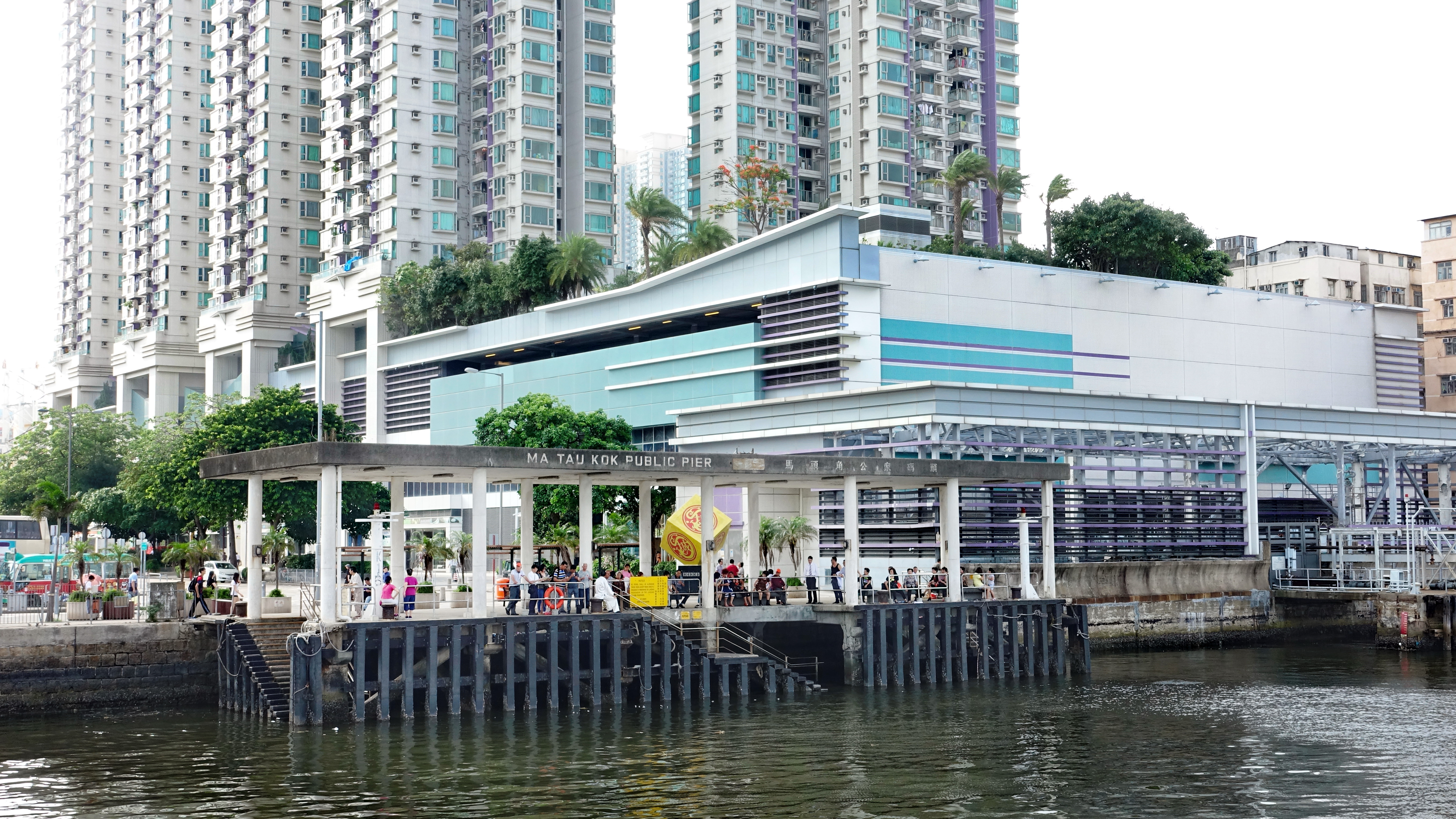
馬頭角公眾碼頭，於2020年12月停用

- 九龍城碼頭
- 九龍城碼頭巴士總站

## 「十三街」舊樓群
「十三街」是沿著馬頭角道、木廠街及其之間並排的十一條街道，故此俗稱馬頭角「十三街」，而非正式的街道名稱。十三街以中國傳統吉祥動物命名，是馬頭角的舊樓群。在「十三街」一帶，基本上都是一些1950年代末至1960年代初的六至八層高唐樓。昔日的十三街曾經是該區一帶唐樓的專用私家道路，汽車駛進後可以避過警察因逾時泊車的抄牌，而該區亦有眾多的汽車維修和汽車清洗的店舖。
此十三街包括馬頭角道、木廠街、龍圖街（龍）、鳳儀街（鳳）、鹿鳴街（鹿）、麟祥街（麒麟）、鷹揚街（鷹）、鵬程街（大鵬）、鴻運街（鴻指大鳥，也指雁、鵝）、蟬聯街（蟬）、燕安街（燕）、駿發街（駿馬）及鶴齡街（鶴）。

## 「五街」舊樓群
市建局2022年10月7日公布啟動預計成本逾百億元的馬頭角「明倫街／馬頭角道」（俗稱「五街」）及「土瓜灣道／馬頭角道」兩個重建項目，涉兩個地盤共約2.02萬平方米，預計以約7.5倍地積比發展，可建2230個中小型單位，料2033年落成。
其中「土瓜灣道／馬頭角道」重建項目容許符合條件的業主參與項目發展，為市建局於工業樓宇重建項目的首例。

## 東方紗廠
東方紗廠有限公司位於馬頭角木廠街7號的廠房具1950年代實用主義建築風格，2010年11月10日被古物諮詢委員會列為香港三級歷史建築，唯業主與香港特區政府就保育方案未能達成共識，最終東方紗廠於2012年被清拆，業主僅留下一幅不能反映其建築特色的外牆立面。

## 外部連結
维基共享资源上的相關多媒體資源：馬頭角